# Glaurocara livida
Glaurocara livida är en tvåvingeart som beskrevs av Louis-Paul Mesnil 1978. Glaurocara livida ingår i släktet Glaurocara och familjen parasitflugor.
Artens utbredningsområde är Madagaskar. Inga underarter finns listade i Catalogue of Life.